# Bergtjärnet (Älgå socken, Värmland)
Bergtjärnet är en sjö i Arvika kommun i Värmland och ingår i Göta älvs huvudavrinningsområde. Sjön är 10 meter djup, har en yta på 0,03 kvadratkilometer och är belägen 169,6 meter över havet.